# Stadil Fjord
El Stadil Fjord és un llac de la península de Jutlàndia a Dinamarca, el tercer més gran del país. Malgrat el seu nom no és una fiord sinó un llac d'aigua dolça. Es troba a l'est de la regió de Midtjylland dins el municipi de Ringkøbing-Skjern, a una 5 km al nord-oest de la ciutat de Ringkøbing i a 2 km del Mar del Nord.
És un llac poc profund i ric en nutrients, la seva profunditat màxima és de només 2,5 m. Al sud-est es troba l'illa de Hindø, d'unes 100 ha de superfície que està connectada amb el continent per la banda oest per un pont, però des del 1991 l'accés no és obert al públic.
El Vonå és el desguàs que connecta el llac amb el Ringkøbing Fjord. El Stadil Fjord juntament amb el Vest Stadil Fjord formen una zona humida protegida d'importància mundial.